# Ваниль (пряность)
Ваниль — пряность, получаемая из незрелых плодов нескольких видов растений рода Ваниль (Vanilla), прежде всего из ванили плосколистной (Vanilla planifolia), от которой получено несколько культурных сортов ванили лучшего качества, с длинными стручками в 20—25 сантиметров. Другие виды, используемые для получения пряности, — Vanilla pompona с короткими плодами более низкого качества и Vanilla × tahititensis — ваниль таитянская.

## История
В древности ванильные стручки использовались в качестве денег. Во время правления императора Монтесумы ацтеки собирали налоги ванильными стручками.
В Испании, Италии, Австрии ваниль известна с середины XVI века. В остальных странах Европы — с начала XIX века.
До 1841 года ваниль культивировалась исключительно в Мексике, где растение опылялось эндемичными пчёлами-мелипонами. За пределами своей родины ваниль росла, но стручки на ней не завязывались. Ситуация изменилась в 1841 году, когда двенадцатилетний чернокожий раб с острова Реюньон, Эдмонд Альбиус, нашёл способ искусственного опыления ванили. Благодаря его открытию ценная пряность стала широкодоступной и за пределами Мексики.

## Технология производства
Технология производства данной пряности довольно сложна. На первом этапе незрелые плоды собирают и погружают на 20 секунд в горячую воду (80—85 °C), осуществляя таким образом своеобразное кратковременное бланширование. Затем происходит ферментация плодов при температуре 60 °C в течение недели. Только после ферментации ваниль приобретает характерный аромат и коричневый цвет. После этого пряность в течение нескольких месяцев сушат в тени на открытом воздухе. После появления на стручках белого налёта считается, что пряность готова к употреблению.
Качество ванили зависит от множества факторов, начиная от ботанического вида лианы, из которой она получена, и заканчивая условиями проведения ферментации и сушки. Поэтому в мировой практике ваниль разделяют по качеству на 8 сортов.
|  |  |  |  |

## Свойства
Стручки ванили хорошего качества обычно 10—20 сантиметров длиной, мягкие, эластичные, закруглённые, маслянистые на ощупь, тёмно-коричневые или почти чёрные. Лучшие сорта покрыты вдобавок налетом беловатых кристаллов. При правильном хранении стойкость аромата ванили поражает. Известны случаи сохранения всех свойств по прошествии 36 лет с момента производства. Из-за неправильного хранения или приготовления стручки утрачивают свою эластичность, становятся хрупкими, трескаются, раскрываются и теряют цвет, становятся светлоокрашенными. Такая ваниль уже потеряла половину своих качеств. Сорта плохого качества быстро выдыхаются и разрушаются, особенно в неблагоприятной обстановке. К менее ценным относятся также сорта ванили, имеющие аромат гелиотропа вместо ванилина. В них носителем аромата является пиперонал (гелиотропин).

## Заменители
Ваниль по сей день является одной из самых дорогих пряностей на мировом рынке. К этому привёл как сложный и долгий технологический процесс её обработки, так и сложность выращивания ванили как культуры (необходимость искусственного опыления — только половина цветов даст плоды). Дороговизна данной пряности побудила к синтезу её искусственного заменителя — ванилина. Но, как и со всеми заменителями, полностью повторить тонкость и стойкость настоящей ванили не удалось — из-за наличия минорных компонентов запаха, обусловленных гелиотропином и другими компонентами эфирного масла ванили.
На объёмы производства натуральной ванили сильно влияет низкая стоимость «природноидентичных» ароматизаторов — в основном ванилина и этилванилина.

## Применение
В настоящее время применение натуральной ванили невелико из-за вытеснения её дешёвым синтетическим ванилином.
Натуральная ваниль продаётся в виде цельных стручков, пудры или спиртового экстракта, содержащего 35 % этанола.
Среди всех пряностей ваниль — отчасти из-за своей цены, отчасти из-за свойств — занимает привилегированное место. Натуральная ваниль идёт на ароматизацию только самых дорогих кондитерских изделий и сладких блюд, в частности, шоколада и какаосодержащих продуктов, бисквитов и изделий из бисквитного теста, кремов, пломбиров, ореховых печений. В рецептуре других сладких блюд (компотов, желе, муссов, суфле, парфе, пудингов, творожных паст, некоторых видов варений) чаще используют ванилин, хотя при этом теряется часть ароматических свойств готового изделия.
В изделия, подвергающиеся тепловой обработке, ваниль вводят либо непосредственно перед ней (в тесто), либо сразу после, пока блюдо ещё не остыло (в пудинги, суфле, компоты, варенье и т. п.). В холодные блюда (творожные пасты) — после приготовления. В изделия, требующие пропитки, (бисквиты, торты) ваниль вводят в виде ванильного сиропа — уже после выпечки.
Для введения ванили в продукт её тщательно растирают с сахарной пудрой до получения однородной массы. Затем полученный ванильный сахар вмешивают в тесто или посыпают готовое изделие. Нормы расхода невелики. При расчёте на порцию расход составляет примерно 1⁄20 части палочки. При расчёте на килограмм продуктов, вложенных в тесто, — 1⁄4 палочки. При приготовлении ванильного сахара одной палочки ванили хватит на полкилограмма сахара.
Для получения ванильного сахара, годного для обсыпки некоторых кондитерских изделий, достаточно и просто хранить ванильные палочки вместе с сахарной пудрой в одной банке. Сахар пропитается сильным запахом ванили.
Некоторые исследователи утверждают, что запах ванили «обладает возбуждающими свойствами, снимает напряжение и стресс».